# Quand tu seras grand
Pour plus de détails, voir Fiche technique et Distribution.
Quand tu seras grand est une comédie dramatique française réalisée par Andréa Bescond et Éric Métayer, sortie en 2023.

## Fiche technique
Sauf indication contraire, les informations mentionnées dans cette section peuvent être confirmées par les bases de données cinématographiques IMDb et Allociné,  présentes dans la section « Liens externes ».
- Titre original : Quand tu seras grand
- Réalisation : Andréa Bescond et Éric Métayer
- Scénario : Andréa Bescond et Éric Métayer
- Musique : Robin Coudert, Astrid Gomez-Montoya et Rebecca Delannet
- Décors : Éric Barboza
- Costumes :  Ariane Daurat
- Photographie : Emmanuel Soyer
- Montage : Valérie Deseine
- Son : Jean-Paul Bernard
- Production : François Kraus et Denis Pineau-Valencienne
  - Producteur exécutif : Sylvain Monod
- Sociétés de production : Les Films du Kiosque, France 2 Cinéma, UMedia et Fils Prod
- Sociétés de distribution : Ad Vitam
- Pays de production :  France
- Langue originale : français
- Format : couleur — 2,35:1
- Genre : Comédie dramatique
- Durée : 99 minutes
- Dates de sortie :
  - France : 
    - 10 mars 2023 (Mons) — 26 avril 2023 (en salles)

## Distribution
Sauf indication contraire ou complémentaire, les informations mentionnées dans cette section proviennent du générique de fin de l'œuvre audiovisuelle présentée ici.
- Vincent Macaigne : Yannick
- Aïssa Maïga : Aude
- Évelyne Istria : Gigi Leroux
- Christian Sinniger : Yvon Leroux
- Kristen Billon : Brieuc
- Marie Gillain : Élisa
- Carole Franck : Nelly
- Éric Métayer : Le directeur de l'EHPAD
- Bernard Bloch : Gérard
- François Alu : Jean-Yves
- Clément Ducol : Juanito
- Stéphane Brel
- Andréa Bescond : La petite-fille Marguerite

## Accueil

### Accueil critique
En France, le site Allociné donne la note de 3,1⁄5, après avoir recensé 22 critiques de presse.
Pour Michaël Melinard (L'Humanité), le film est jugé très positivement : « Ça danse, ça crie, ça skate, ça se chamaille à tout-va dans un film qui rappelle un peu l’ambiance mutine et combative de Bread and Roses, de Ken Loach. ».
Pour Jacky Bornet (France Info Culture), « Andréa Bescond et Éric Métayer réussissent avec conviction et réalisme à nous intégrer dans le quotidien d’une vie communautaire, où l’implication humaine est de tous les instants. ».
Pour Étienne Sorin (Le Figaro) il s'agit d'un « scénario invraisemblable destiné à combler le fossé entre les générations. Un peu comme Michel Blanc retournant à l'école dans Les Petites Victoires. Quand tu seras grand, sous ses dehors de comédie familiale, a néanmoins le mérite de montrer le grand âge, les corps vieillissants et la mort sans tabou. ».
Pour Barbara Théate (Le Journal du dimanche) « Andréa Bescond et Eric Métayer (Les Chatouilles) font, par bonheur, de nombreux pas de côté avec la dure réalité et s’autorisent des échappées belles du côté de l’onirisme, et parfois même de l’humour absurde. ».
Pour Sophie Grassin (L'Obs), « on voit venir les choses de loin dans ce deuxième film d’Andréa Bescond et Alex Métayer (Les Chatouilles), qui prône l’union des générations, convoque la Grande Faucheuse et n’évite pas toujours les stéréotypes. Mais le sujet, traité avec sensibilité et d’actualité, mérite qu’on s’y arrête. ».
Catherine Painset (La Voix du Nord) ne semble pas être très favorable au résultat du film. Elle dit : « les comédiens ont beau être engagés et convaincants ; le contexte, sonner juste et vrai, le spectateur a du mal à fixer son attention et se questionne sur les enjeux et la tonalité du film. On ne rit franchement pas assez aux saillies et scènes de comédie. Quant à l’émotion, elle n’affleure que fugacement ». Elle rajoute : « Andréa Bescond et Éric Métayer, à force de vouloir rendre justice à tous et à chacun, affaiblissent l’efficacité de la narration et oublient au passage de séduire le spectateur. ».
Pour Marie Sauvion (Télérama), « Il arrive parfois qu’un souffle de vie, une pointe de désordre chaleureux s’invitent, au détour d’un couloir, dans ce scénario très balisé, grâce à un plan-séquence ou des acteurs généreux — au premier rang desquels Vincent Macaigne. C’est déjà ça, bien sûr, mais c’est peu, tout de même. ».

### Box-office
| Pays ou région | Box-office      | Date d'arrêt du box-office | Nombre de semaines |
| -------------- | --------------- | -------------------------- | ------------------ |
| France         | 130 027 entrées | en cours                   | 8                  |

Pour son premier jour d'exploitation en France, Quand tu seras grand a réalisé 12 232 entrées, dont 4 194 en avant-premières, pour un total de 986 séances proposées. En comptant pour ce premier jour les avant-premières, le film se positionne en troisième place du box-office des nouveautés pour sa journée de démarrage, derrière Le Jeune Imam (25 117) et devant Misanthrope (10 515).
Au bout d’une première semaine d’exploitation dans les salles françaises, le long-métrage totalise 60 109 entrées, pour un total de 6 681 séances proposées. Si l'on ne tient pas compte des avant-premières, Quand tu seras grand se positionne en treizième place au box-office hebdomadaire, derrière Le Royaume de Naya (70 713) et devant Hokusai (52 186).